# Kroksjön (Stora Lundby socken, Västergötland, 641840-128611)
Kroksjön är en sjö i Lerums kommun i Västergötland och ingår i Göta älvs huvudavrinningsområde.